# Grb Občine Brežice
Grb Občine Brežice ima obliko ščita. V dnu ščita je polje modre barve, nad njim so trije hribi v zeleni barvi, od katerih je srednji višji. Nad hribi se dviga v zgornji del ščita zlato rumena konica, preostali del ščita je črne barve. Osnova današnjemu grbu je mestni grb iz leta 1501, ki ga je mestu Brežice podelil svetorimski kralj Maksimilijan I. Habsburški.